# الرفائع (محافظة الحناكية)
الرفائع قرية من قرى محافظة الحناكية في منطقة المدينة المنورة في السعودية، تقع شرق المدينة المنورة